# Acropimpla emmiltosa
Acropimpla emmiltosa är en stekelart som beskrevs av Kusigemati 1985. Acropimpla emmiltosa ingår i släktet Acropimpla och familjen brokparasitsteklar. Inga underarter finns listade i Catalogue of Life.